# Johnny Hallyday Les Raretés Warner
Johnny Hallyday Les Raretés Warner est un double album de compilations réunissant 18 titres studios (disque 1) et 18 titres enregistrés en public (disque 2), du chanteur Johnny Hallyday, sous le label Warner entre 2007 et 2017. Réunies pour la première fois sur un même projet, ces 36 chansons ont en communs d'avoir été diffusé de façons confidentielles, soit en titres bonus, soit sur des éditions collector, ou encore d'être des participations de l'artiste sur divers duos. Les raretés Warner sort le 19 novembre 2021. 

## Autour de l'album
Références originales : 
Double CD Warner 0190296481680 36 titres
Double 33 tours Warner 01902 96697357 20 titres.
Détails sur la diffusion des chansons :
Autoportrait est offert sur les plates-formes de téléchargement légal en décembre 2011.
Croire en l'homme est un inédit inclus sur le single collector Ça ne finira jamais en 2008.
Le Blues maudit est diffusé en second titre du single Always en 2007.
Tout ce cirque est une chanson enregistrée en studio et inédite incluse en single dans l'édition collector de l'album live Tour 66 : Stade de France 2009,.
Un jour l'amour te trouvera est un inédit studio inclus en bonus sur l'album live Born Rocker Tour en 2013.
Les News est un titre inédit inclut dans la seconde édition de l'album Le cœur d'un homme en 2008.
Quatre murs est un inédit studio inclus en bonus sur l'album live Born Rocker Tour en 2013.
Vent de panique et Jalousie sont deux chansons inédites issues des sessions studios de l'album Jamais seul en 2011, incluses dans l'édition collector,.
La route est ta seule amie est extraite du CD BOF Titeuf, le film.
On s'accroche et Je t'attendrai sont deux chansons bonus de l'édition collector de l'album Rester vivant en 2014,.
Chanteur de chansons est une chanson inédite issue des sessions studios de l'album Rester vivant, incluse en 13ème titre du disque, disponible uniquement sur les plates formes de téléchargements.
Et maintenant est extrait de l'album hommage Bécaud, et maintenant parut en 2011.
A Better Man est une chanson inédite incluse en CD single de l'édition spéciale et exclusive Carrefour de l'album live Born Rocker Tour en 2013,.
Imagine est enregistrée et vendue au profit de l'Unicef sur les plateformes de téléchargements en 2006.
Ce monde est merveilleux en duo avec Line Renaud est extrait de l'album de cette dernière Rue Washington sortie en 2010.
Seul dans cette version a cappella est diffusée en 2015 en Maxi 45 tours à l'occasion du Disquaire Day.
Les titres en medley Je suis né dans la rue-Fils de personne-Elle est terrible-Dégage ainsi que les chansons J'ai oublié de vivre, Hey Joe et Je m'arrête là ont été diffusés en bonus dans plusieurs éditions spéciales de l'album live Tour 66 : Stade de France 2009.
Les chansons Allumer le feu et Derrière l'amour interprétés en duos à Bercy en 2006, ont été diffusés dans l'édition collector de l'album live Flashback Tour : Palais des sports 2006.
Rock'n'roll attitude, Quelque chose de Tennessee, Diego libre dans sa tête, sont extraits de l'édition collector de l'album live On Stage en 2013,.
Tomber c'est facile provient de l'édition collector de l'album live Rester Vivant Tour de 2016.
Gabrielle, Oh ! Ma jolie Sarah, Fils de personne, La musique que j'aime, Tes tendres années enregistrés en public lors de l'émission Le grand studio RTL en 2011, ont été diffusées sur l'édition collector de l'album studio L'Attente.

## Les titres
- CD1

| No  | Titre                                                                       | Paroles                                  | Musique                                  | Durée |
| --- | --------------------------------------------------------------------------- | ---------------------------------------- | ---------------------------------------- | ----- |
| 1.  | Autoportrait                                                                | Maurice Lindet                           | John Mamann                              | 3:30  |
| 2.  | Croire en l'homme                                                           | Kevin Roentgen                           | Pierre Yves Lebert, Olivier Leiber       | 3:20  |
| 3.  | Le Blues maudit                                                             | Frédéric Lebovici                        | Dominique Mattei                         | 4:08  |
| 4.  | Tout ce cirque                                                              | Emmanuelle Cosso, Cécile Gibaud          | Daran                                    | 2:56  |
| 5.  | Un jour l'amour te trouvera                                                 | Pierre Jouishomme                        | Rémi Lacroix                             | 3:34  |
| 6.  | Les News                                                                    | Pierre Billon                            | Jean Mora                                | 4:53  |
| 7.  | Quatre murs                                                                 | Mike Ibrahim                             | John Mamann                              | 3:30  |
| 8.  | Vent de panique                                                             | Hocine Merabet                           | Matthieu Chedid                          | 3:00  |
| 9.  | Jalousie                                                                    | Hocine Merabet, Matthieu Chedid          | Gush                                     | 2:30  |
| 10. | La route est ta seule amie                                                  | Zep                                      | Zep                                      | 3:35  |
| 11. | On s'accroche                                                               | Pierre Jouishomme                        | Yodelice                                 | 3:05  |
| 12. | Je t'attendrai                                                              | Julien Doré                              | Darko                                    | 3:48  |
| 13. | Chanteur de chansons                                                        | Pierre-Yves Lebert                       | Yodelice                                 | 3:32  |
| 14. | Et maintenant                                                               | Pierre Delanoë                           | Gilbert Bécaud                           | 4:52  |
| 15. | A Better Man (version anglaise de L'Attente)                                |                                          | Daran                                    | 4:23  |
| 16. | Imagine (en duo avec Laeticia Hallyday)                                     | John Lennon                              | John Lennon                              | 3:05  |
| 17. | Ce monde est merveilleux (en duo avec Line Renaud - What a Wonderful World) | Michel Mallory (adaptation)              | Bob Thiele, George Weiss                 | 3:30  |
| 18. | Seul (version a cappella)                                                   | Isabelle Bernal - David Ford - Andy Hill | Isabelle Bernal - David Ford - Andy Hill | 3:10  |

- CD2

| No  | Titre                                                                                         | Paroles                                | Musique                         | Durée |
| --- | --------------------------------------------------------------------------------------------- | -------------------------------------- | ------------------------------- | ----- |
| 1.  | Je suis né dans la rue (live au Zénith de Saint-Étienne, 2009 - Medley)                       | Long Chris                             | Mick Jones, Tommy Brown         | 2:23  |
| 2.  | Fils de personne (live au Zénith de Saint-Étienne, 2009 - Medley - Fortunate Son)             | Philippe Labro (adaptation)            | John Fogerty                    | 2:04  |
| 3.  | Elle est terrible (live au Zénith de Saint-Étienne, 2009 - Medley - Somethin' Else)           | Jil et Jan (adaptation)                | Sharon Sheeley, Bob Cochran     | 2:00  |
| 4.  | Dégage (live au Zénith de Saint-Étienne, 2009 - Medley - Slow Down)                           | Long Chris (adaptation)                | Larry Williams                  | 3:03  |
| 5.  | J'ai oublié de vivre (live au Zénith de Saint-Étienne, 2009)                                  | Pierre Billon                          | Jacques Revaux                  | 5:01  |
| 6.  | Hey Joe (live au Zénith de Saint-Étienne, 2009 - Hey Joe)                                     | Gilles Thibaut (adaptation)            | Billy Roberts                   | 4:55  |
| 7.  | Je m'arrête là (live au Zénith de Saint-Étienne, 2009)                                        | Francis Cabrel                         | Francis Cabrel                  | 4:57  |
| 8.  | Allumer le feu (en duo avec Amel Bent - live au Palais omnisports de Paris-Bercy, 2006)       | Zazie                                  | Pascal Obispo, Pierre Jaconelli | 5:35  |
| 9.  | Derrière l'amour (en duo avec Patrick Bruel - live au Palais omnisports de Paris-Bercy, 2006) | Pierre Delanoë                         | Toto Cutugno                    | 5:09  |
| 10. | Rock'n'roll attitude (live au Zénith de Caën le 24 novembre 2012)                             | Michel Berger                          | Michel Berger                   | 3:31  |
| 11. | Quelque chose de Tennessee (live à l'Arèna de Genève le 3 décembre 2012)                      | Michel Berger                          | Michel Berger                   | 4:16  |
| 12. | Diego libre dans sa tête (live à l'Arèna de Genève le 3 décembre 2012)                        | Michel Berger                          | Michel Berger                   | 3:41  |
| 13. | Tomber c'est facile (live 2016 - Ain't hard to stumble)                                       | Ralph Bernet (adaptation)              | David Rivkine                   | 4:46  |
| 14. | Gabrielle (live RTL 2011 - The King Is Dead)                                                  | Long Chris, Patrick Larue (adaptation) | Tony Cole                       | 4:39  |
| 15. | Oh ! Ma jolie Sarah (live RTL 2011)                                                           | Philippe Labro                         | Mick Jones, Tommy Brown         | 4:49  |
| 16. | Fils de personne (live RTL 2011)                                                              | Philippe Labro (adaptation)            | John Fogerty                    | 3:12  |
| 17. | La Musique que j'aime (live RTL 2011)                                                         | Michel Mallory                         | Johnny Hallyday                 | 6:31  |
| 18. | Tes tendres années (live RTL 2011 - Tender Years)                                             | Ralph Bernet (adaptation)              | Darrell Edwards                 | 2:13  |